# Franz Sondinger
Franz Peter Hugo Paul Sondinger (Pseudonym: Felix Dhünen; * 5. Januar 1896 in Germersheim/Rheinpfalz; † 8. Dezember 1939 in Berlin) war ein deutscher Regisseur, Schauspieler, Intendant und Schriftsteller.

## Leben
Sondinger lebte längere Zeit als Bildhauer in München, später in Italien und in Naumburg an der Saale. In den 1920er Jahren arbeitete als Schauspieler und Regisseur in Berlin; so inszenierte er 1924 am Renaissance-Theater Boubouroche von Georges Courteline (Uraufführung am 13. Dezember 1924). Seit Ende der 1920er wirkte er am Theater in der Klosterstraße. Zu seinen dortigen Inszenierungen zählten Carl Zuckmayers Erfolgsstück Der fröhliche Weinberg (500. Aufführung am 21. Januar 1931), Frank Wedekinds Frühlings Erwachen (Uraufführung am 28. Januar 1930; Sondinger hatte zuvor bereits mehrere Stücke Wedekinds inszeniert) und Luigi Pirandellos Sechs Personen suchen einen Autor (Uraufführung am 22. April 1930). Seit Januar 1930 war er auch Direktor dieses Theaters. Unter seiner Ägide zog die 1927/28 von Robert Rohde (1883–?) gegründete Nationalsozialistische Volksbühne, ein von Kritikern wie Herbert Ihering als ästhetisch unbefriedigend beurteilter ideologischer Gegenentwurf zur linken Piscatorschen Volksbühne, im November 1930 für eine Spielzeit in das Theater in der Klosterstraße.
Nach der Machtübergabe an die Nationalsozialisten 1933 war er u. a. als Lehrer an der Max-Reinhardt-Schule tätig. In der Spielzeit 1933/34 spielte und inszenierte er am Preußischen Staatstheater Berlin. 1936 führte er am Theater in der Saarlandstraße Regie bei Gerhart Hauptmanns Michael Kramer mit Paul Wegener in der Titelrolle.
Neben seiner Theaterarbeit war er, unter dem Pseudonym „Felix Dhünen“, auch schriftstellerisch tätig. Bekannt wurde er durch sein in den 1930ern vielgespieltes Drama Uta von Naumburg (1934), in dem anhand der (durch die Fotografien Walter Heges äußerst populären) Statue der Uta im Naumburger Dom der Kampf zwischen deutschem Heidentum und dem der „deutschen Eigenart“ nicht entsprechenden Christentum im 11. Jahrhundert thematisiert wird. Sein zweites Stück Traumspiel um St. Helena (1935) behandelt in Traumvisionen die Beziehung zwischen dem sterbenden Napoléon I. und seinem Sohn Napoléon II., dem Herzog von Reichstadt, der ihm vergeblich nachzueifern versucht und sich dann gegen seinen Vater entscheidet. Im Drama Die Sonne Irlands (1936) erzählt Sondinger die Geschichte von Tristan und Isolde.
Bei den im August 1936 in Berlin ausgetragenen XI. Olympischen Sommerspielen nahm Sondinger am Wettbewerb „Lyrische Werke“ teil. Mit seinem Gedicht Der Läufer über den Boten, der nach der Schlacht bei Marathon die Siegesbotschaft („Groß war der Sieg. Wer bringt ihn nach Athen?“) überbringt, gewann er die olympische Goldmedaille. 1939 erschien das Gedicht als bibliophile Ausgabe mit einer Federzeichnung von Ludwig von Hofmann im Druck.
Sondinger starb bereits im Alter von 43 Jahren an einer Sepsis; noch kurz vor seinem Tod leitete er 1939 am wiedereröffneten Schiller-Theater der Reichshauptstadt Berlin die Proben zur Komödie Das goldene Dach von „Eberhard Foerster“. Die Berliner Uraufführung fand am 12. Dezember 1939, dem Tag von Sondingers Beisetzung auf dem Südwestkirchhof Stahnsdorf, statt.

## Werke
Alle unter dem Pseudonym „Felix Dhünen“.
Dramen
- Uta von Naumburg. Schauspiel in drei Akten. Bloch, Berlin 1934 (Uraufführung: 1934 in Gera).[10]
- Traumspiel um St. Helena. Bloch, Berlin 1935
- Die Sonne Irlands. Drama in 5 Akten. Bloch, Berlin 1936 (Uraufführung: 1936 in Gera).[11]
- König von Rom. Tragikomödie in einem Vorspiel und 5 Akten. Verlag deutscher Bühnenschriftsteller und Bühnenkomponisten, Berlin 1939 (Uraufführung: postum 1940 in Kiel)

Lyrik
- Der Läufer. Hauswedell, Hamburg 1939

Prosa
- Der Naumburger Dom. Velhagen & Klasing, Bielefeld 1930? (Sonderdruck aus: Velhagen & Klasings Monathefte)
- Als Spiel begann’s. Die Geschichte eines Münchener Kadetten. Beck, München 1939.[12]